# Pomo de adão
A proeminência laríngea, popularmente conhecida como pomo-de-adão, maçã-de-adão ou gogó, é uma saliência da cartilagem tireóide, existente abaixo do osso hioide, junto à laringe, no pescoço humano, um dos órgãos envolvidos no processo de fala. O seu crescimento é maior nos indivíduos do sexo masculino, pela maior presença de hormônios masculinos, principalmente a testosterona.

## Etimologia
A origem do termo estaria na passagem bíblica do pecado original, onde Adão comeu o fruto proibido após Eva e, diz a lenda, que ele teria ficado com o caroço preso na garganta.